# Windenergie in Norwegen

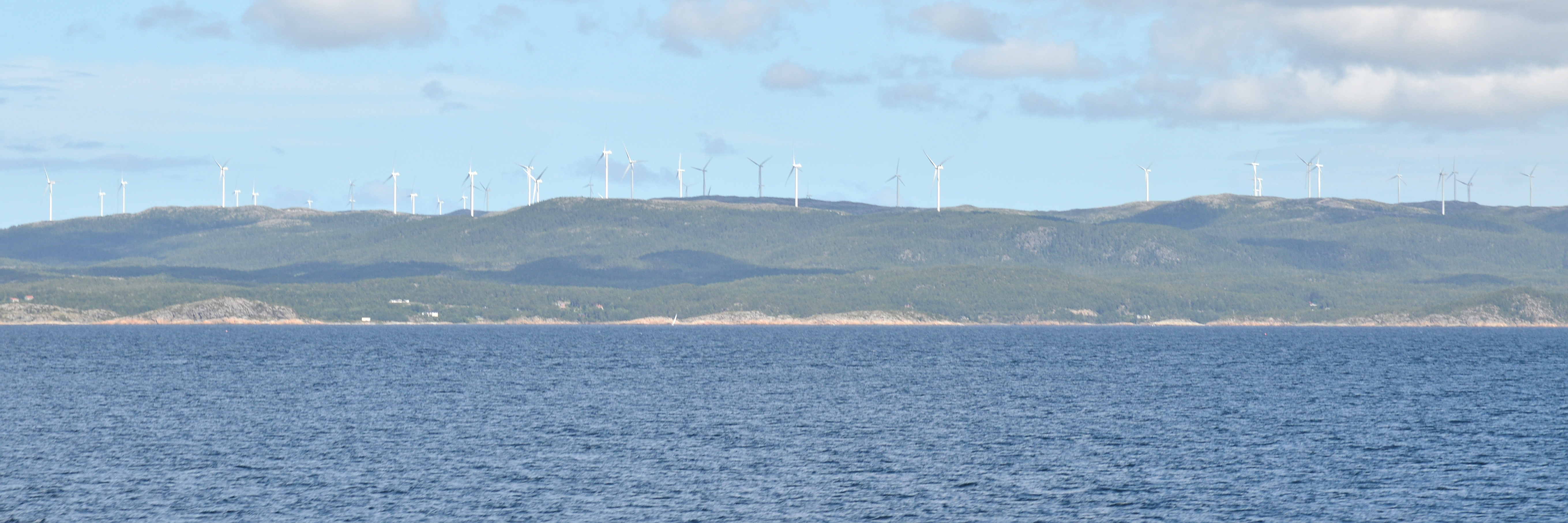
Windpark auf Hitra in Norwegen

Die Windenergie in Norwegen hat eine zunehmende Bedeutung bei der Stromerzeugung des Landes: 2024 wurden etwa 11 % des Strombedarfs Norwegens mit Windkraftanlagen gedeckt. Die Stromerzeugung in Norwegen erfolgte bisher vor allem mit Wasserkraft, vor allem enorm großen Speicherwasserkraftwerken, so dass auch ohne Windenergie ein sehr hohen Anteil an erneuerbaren Quellen bestand. Andererseits besteht Abhängigkeit von den jeweiligen Niederschlagsmengen, so dass in Dürreperioden Stromimporte nötig werden. 
Das in fünf Zonen aufgeteilte norwegische Stromnetz ist nicht nur terrestrisch mit den Nachbarländern Schweden, Finnland, Russland verbunden, sondern übers Meer auch mit Dänemark sowie über lange HGÜ-Leitungen in der Nordsee auch mit Deutschland (NordLink), Niederlande (NorNed), England (North Sea Link).
Die meisten Windkraftanlagen Norwegens befinden sich an Land: von der im Jahr 2024 installierten Leistung von 5188 MW befanden sich 5087 MW an Land (98,1 %) und 101 MW waren offshore (1,9 %). Es bestehen zudem auch Stromleitungen im Meer um Erdgaspumpen zu versorgen.

## Installierte Leistung und Jahreserzeugung
Die gesamte installierte Leistung der Windkraftanlagen (WKA) Norwegens stieg von 425 MW im Jahr 2010 auf 5188 MW Ende 2024, die Jahreserzeugung stieg von 2,12 TWh im Jahr 2016 auf 13,97 TWh im Jahr 2023. 
| Jahr | Inst. Leistung (MW) | Erzeugung (TWh) |
| ---- | ------------------- | --------------- |
| 2007 |                     | 0,89            |
| 2008 |                     | 0,91            |
| 2009 |                     | 0,98            |
| 2010 | 425                 | 0,88            |
| 2011 | 512                 | 1,28            |
| 2012 | 705                 | 1,55            |
| 2013 | 818                 | 1,88            |
| 2014 | 859                 | 2,22            |
| 2015 | 867                 | 2,51            |
| 2016 | 883                 | 2,12            |
| 2017 | 1207                | 2,85            |

| Jahr | Inst. Leistung (MW) | davon offshore (MW) | Erzeugung (TWh) | Anteil Wind |
| ---- | ------------------- | ------------------- | --------------- | ----------- |
| 2018 | 1710                | 2                   | 3,88            | 2 %         |
| 2019 | 2914                | 2                   | 5,52            | 4 %         |
| 2020 | 4030                | 2                   | 9,91            | 7 %         |
| 2021 | 5049                | 6                   | 11,77           | 8 %         |
| 2022 | 5062                | 66                  | 14,82           | 11 %        |
| 2023 | 5064                | 101                 | 13,97           | 10 %        |
| 2024 | 5188                | 101                 |                 | 11 %        |
| 2025 |                     |                     |                 |             |

## Ausbaupläne
Norwegens Ministerpräsident Jonas Gahr Støre kündigte im Mai 2022 an, bis 2040 Offshore-Windenergieanlagen mit einer Gesamtleistung von 30 GW aufbauen zu wollen. Dabei sollen zunächst schwimmende Windkraftanlagen mit einer Leistung von 1,5 GW in Betrieb genommen werden. Es könnten in der norwegischen Industrie über 50000 Arbeitsplätze für schwimmende Offshore-Anlagen entstehen. Die Ausschreibung für die ersten 1,5 GW Windkraft, die im nach der Insel Utsira benannten Gebiet Utsira Nord installiert werden sollen, wurde im März 2024 auf 2025 verschoben.